# Joseph Durandy
Joseph Durandy est un ingénieur et homme politique français, né le 6 mars 1834 à Guillaumes et mort le 11 août 1912 à Borgo San Dalmazzo.

## Biographie
Fils de André Just Durandy, notaire, et de Marie Victoire Lions, Joseph Durandy appartient à une importante famille de notables de Guillaumes. Il fait ses études à la Facoltà di Scienze matematiche per ingegneri e architteti de Turin et devient ingénieur en 1857. Joseph Durandy est ensuite envoyé en Sicile en 1860 avec une commission d'ingénieurs où il participe à la construction du réseau ferré sur l'île.
En 1859, il se lance dans la politique et est élu en janvier 1860 conseiller provincial pour le mandement (canton) de Guillaumes. Après l'annexion du comté de Nice à la France, il est élu conseiller général du canton de Guillaumes, en décembre 1860. En 1882, il est élu président du Conseil général des Alpes-Maritimes.
Il fut président du conseil d'administration de la Caisse de crédit et de la Société du gaz de la Ville de Nice, président du comité de liquidation de la Société immobilière de Nice et de celui de la Société immobilière du Cercle de la Méditerranée.
Auteur en tant qu'ingénieur de la ville de Nice de nombreuses réalisations, il fut à l'origine du canal de la Vésubie et des chemins de fer Nice-Digne et Nice-Coni.

## Mandats
- 1859-1890 : conseiller général du canton de Guillaumes.
- 1882-1890 : président du conseil général des Alpes-Maritimes.